# Dimetria prostokątna

Dimetria prostokątna

Dimetria prostokątna – aksonometria, w której wszystkie wymiary obiektu równoległe do płaszczyzny {\displaystyle OYZ} przedstawia się bez zmiany długości, natomiast wymiary równoległe do osi {\displaystyle OX} ulegają skróceniu o połowę. Wymiary, które nie są równoległe do osi {\displaystyle OX} ani do płaszczyzny {\displaystyle OYZ} ulegają skróceniu w różnym stopniu. Jest to ogólnie przyjmowana zasada, aczkolwiek dokładnie na osiach {\displaystyle OX,} {\displaystyle OY,} {\displaystyle OZ} powinny być skrócenia odpowiednio: 0,47:0,94:0,94.
Kąty między osiami wynoszą: 131.5°, 131.5°, 97°.